# Ли Хай
Ли Ха И (кор. 이하이; род. 23 сентября 1996 года, более известная под сценическим псевдонимом Ли Хай) — южнокорейская певица и автор песен, финалистка 1 сезона шоу талантов K-pop Star, подписавшая контракт с YG Entertainment. Она дебютировала с синглом «1, 2, 3, 4» 28 октября 2012 года, сингл достиг первого места с продажами в первую неделю 667 549 загрузок. Её первый полноформатный альбом First Love был выпущен в двух частях в марте 2013 года.

## Биография
Ли Хай родилась 23 сентября 1996 года в Пучхоне. В 2012 году она участвовала в 1 сезоне корейского шоу талантов K-pop Star где заняла 2 место, после чего подписала контракт с агентством YG Entertainment.
Изначально планировалось, что Ли Хай станет частью гёрл-группы SuPearls, сформированной из участниц K-pop Star, однако позже, в октябре, было объявлено, что она пока будет выступать сольно, тогда же публике был объявлен её псевдоним Lee Hi. 8 октября 2012 года Ли Хай поучаствовала в записи песни группы Epik High «It’s Cold».

### 2012-2015: Дебют с1.2.3.4, BOM&HI и Hi Suhyun
Дебютный сингл Ли Хай «1.2.3.4» вышел в свет 28 октября 2012 года; режиссёром видеоклипа к песне стал Хан Самин, снявший клипы «Lonely» для 2NE1 и «Blue» и «Monster» для Big Bang. Песня возглавила корейские хит-парады, включая Gaon Chart и ежемесячные хит-парады.
Вторым синглом стала песня «Scarecrow», изначально создававшаяся для Пак Бом; сингл был издан 22 ноября 2012 года.

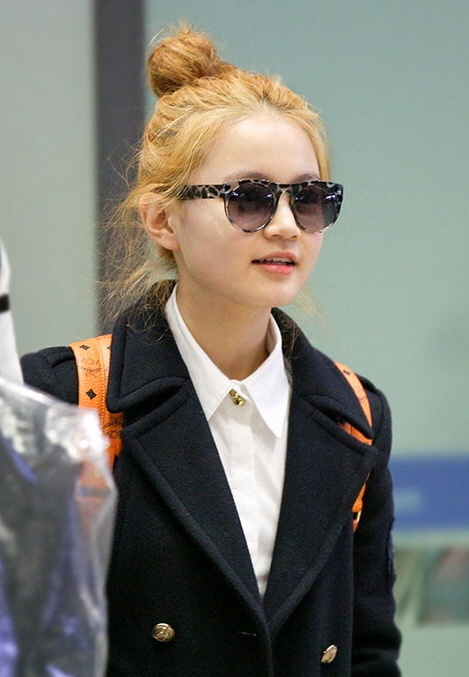
Lee Hi в аэропорту Инчхона

13 февраля 2013 года представители YG Entertainment заявили об окончательном отказе от создания группы Su Pearls и дальнейшей карьере Ли Хай в качестве сольной исполнительницы.
Дебютный альбом певицы, озаглавленный First Love вышел в двух частях в марте 2013 года. Сингл «Rose» дебютировал сразу на 1 месте хит-парада Gaon.
В ноябре 2014 года Ли Хай выпустила совместную песню с участницей дуэта Akdong Musician Сухён «I’m Different».

### 2016-2018:Seouliteи Японский дебют
9 марта 2016 года Ли Хай выпустила половину альбома Seoulite с синглами "Breathe" и "Hold My Hand". "Breathe" выиграл премию Digital Bonsang на 31-й премии Golden Disk Awards. Ли начала промоушен на M! Countdown
10 марта. 20 апреля Seoulite был выпущен в качестве студийного альбома с ведущим синглом "My Star". Среди треков Ли участвовала в написании и сочинении песни "Passing By". 28 мая Ли появилась на сингле Гилла "Refrigerator" вместе с Verbal Jint. 31 декабря Ли появилась на сцене MBC Infinite Challenge Hip-hop & History special в качестве приглашенного гостя для Yoo Jae-suk и Dok2.
20 августа Ли появилась на вечеринке SBS, где она поделилась, что она страдала от незначительных панических атак в прошлом, таким образом, создание её сингла 2016 года «Breathe».  23 октября Ли появилась в сингле Epik High "Here Come The Regrets" со студийного альбома We've Done Something Wonderful. 21 марта 2018 года был выпущен японский дебютный альбом Ли Хай, отправившись в турне по Японии . 19 октября Ли Хай сотрудничала с фильмом Bohemian Rhapsody и выпустил кавер-саундтрек королевской "Bohemian Rhapsody".

### 2019-н.в: выход альбома24℃и смена лейбла
15 января 2019 года Ли Хай выпустила цифровой сингл «XI» с Code Kunst, трек впервые был спет в прямом эфире на MBC Dreaming Radio. 30 мая состоялся релиз мини-альбома, 24°C,  с синглом «No One». Среди треков есть самостоятельно спродюсированная и написанная песня «20Min».
31 декабря стало известно что Ли Хай приняла решение не продлевать контракт с YG Entertainment и покинула компанию.
Позже 22 июля 2020 года, перед выходом её цифрового сингла "Holo" было объявлено что Ли Хай присоединилась к  AOMG и подписала с лейблом эксклюзивный контракт.

## Дискография

#### Студийные альбомы
- First Love (2013)
- Seoulite (2016)

#### Мини-альбомы
- 24°C (2019)

## Фильмография
| Датиа | Канал   | Название            | Примечания                | Ссылка |
| ----- | ------- | ------------------- | ------------------------- | ------ |
| 2011  | SBS     | K-pop Star          | Участница                 | [ 32 ] |
| 2016  | Vlive   | Hi TV               | 10 эпизодов               | [ 33 ] |
| 2017  | OnStyle | Relationship Appeal | Основной актёрский состав | [ 34 ] |
| 2017  | MBC     | King of Mask Singer | Участница                 | [ 35 ] |
| 2019  | YouTube | H24°I               | 5 эпизодов                | [ 36 ] |

## Концерты и туры
- Lee Hi 1st Concert «Secret Live RE HI» (2013)
- Lee Hi 1st Japan Tour (2018)

## Награды и номинации
World Music Awards
| Год  | Категория          | Работа    | Результат |
| ---- | ------------------ | --------- | --------- |
| 2012 | Лучшая песня (мир) | «1,2,3,4» | Номинация |
| 2012 | Лучшее видео (мир) | «1,2,3,4» | Номинация |

Golden Disk Awards
| Год  | Категория      | Работа    | Результат |
| ---- | -------------- | --------- | --------- |
| 2013 | Лучший новичок | «1,2,3,4» | Победа    |

Seoul Music Awards
| Год  | Категория      | Работа    | Результат |
| ---- | -------------- | --------- | --------- |
| 2013 | Лучший новичок | «1,2,3,4» | Победа    |

Korean Music Awards
| Год  | Категория                            | Работа | Результат |
| ---- | ------------------------------------ | ------ | --------- |
| 2014 | Женщина-музыкант года — Netizen Vote | Ли Хай | Победа    |

Gaon Chart K-Pop Awards
| Год  | Категория             | Работа    | Результат |
| ---- | --------------------- | --------- | --------- |
| 2013 | Цифровой сингл ноября | «1,2,3,4» | Победа    |

Mnet Asian Music Awards
| Год  | Категория                           | Работа    | Результат |
| ---- | ----------------------------------- | --------- | --------- |
| 2013 | Лучший новый исполнитель (женщины)  | Ли Хай    | Номинация |
| 2013 | Исполнитель года                    | Ли Хай    | Номинация |
| 2013 | Лучшее женское вокальное исполнение | «1,2,3,4» | Номинация |
| 2013 | BC — UnionPay Song of the Year      | «1,2,3,4» | Номинация |

allkpop Awards
| Год  | Категория           | Работа | Результат |
| ---- | ------------------- | ------ | --------- |
| 2012 | Лучшее женское соло | Ли Хай | Номинация |
| 2013 | Лучшее женское соло | Ли Хай | Номинация |

### Награды музыкальных программ
Mnet M! Countdown
| Год  | Дата      | Песня       |
| ---- | --------- | ----------- |
| 2012 | 8 ноября  | «1,2,3,4»   |
| 2012 | 15 ноября | «1,2,3,4»   |
| 2012 | 22 ноября | «1,2,3,4»   |
| 2013 | 21 марта  | «It’s Over» |
| 2013 | 11 апреля | «Rose»      |

SBS Inkigayo
| Год  | Дата      | Песня       |
| ---- | --------- | ----------- |
| 2013 | 24 марта  | «It’s Over» |
| 2013 | 14 апреля | «Rose»      |